# Acropteris munda
Acropteris munda är en fjärilsart som beskrevs av Warren. Acropteris munda ingår i släktet Acropteris och familjen Uraniidae. Inga underarter finns listade i Catalogue of Life.